# Contes du hasard et autres fantaisies
Pour plus de détails, voir Fiche technique et Distribution.
Contes du hasard et autres fantaisies (偶然と想像, Gūzen to sōzō, litt. « Hasard et imagination ») est un film japonais réalisé par Ryūsuke Hamaguchi et sorti en 2021.
Il est présenté en avant-première à la Berlinale 2021, où il obtient le grand prix du jury.
Le film réunit trois courtes histoires successives qui illustrent, avec des personnages différents, le concept de son titre original « hasard et imagination ».

## Synopsis
« Le cœur de chacune des trois histoires qui constituent Contes du hasard et autres fantaisies est une discussion entre deux personnages, portée par une parole libératrice, dans un huis clos dont la configuration semble réinventée sans cesse. » (Nicolas Thévenin)
- Premier conte : Magie ?

Deux jeunes femmes, Meiko et Tsugumi, font un trajet en taxi ensemble. Tsugumi raconte à Meiko sa rencontre avec un homme, Kazuaki, et leur attirance réciproque, un sentiment de "magie". Kazuaki a raconté à Tsugumi sa rupture avec sa précédente amoureuse, qui l'avait trompé à plusieurs reprises. Après que Tsugumi a quitté le taxi, Meiko, qui a reconnu en Kazuaki son ancien amant, va le voir à son bureau et lui raconte sa conversation avec Tsugumi. Elle se persuade qu'elle aime toujours Kazuaki et que leur relation pourrait recommencer. Trois jours après, Meiko et Tsugumi sont dans un café, lorsque Kazuaki arrive inopinément. Tsugumi présente Kazuaki à Meiko, ignorant qu'ils se connaissent fort bien. L'espace d'un instant, Meiko imagine se poser en rivale de Tsugumi, jusqu'à ce que Tsugumi parte en courant, suivie par Kazuaki. Mais finalement, Meiko préfère s'effacer et laisser Kazuaki et Tsugumi ensemble.
- Deuxième conte : La Porte ouverte

L'étudiant Sasaki est en colère contre le professeur Segawa, qui l'a fait échouer à un examen. Segawa vient d'obtenir le prestigieux prix littéraire Akutagawa pour son dernier roman, qui contient une scène de sexe décrite en des termes très explicites. Il persuade sa sex friend Nao, une femme mariée, de lui tendre un piège dans l'espoir de provoquer un scandale sexuel.   
Nao va donc voir Segawa dans son bureau et lui demande de lui dédicacer son livre. Elle lui lit ensuite à haute voix la fameuse scène, puis lui confie que cette scène lui a plu en raison de sa dimension érotique, car elle aime beaucoup le sexe et résiste difficilement à ses pulsions. Pendant toute cette scène, Segawa veille, par prudence, à ce que la porte de son bureau reste ouverte. Comme il reste imperméable à ses tentatives de séduction, Nao lui avoue qu'elle a fait un enregistrement audio de leur conversation. Segawa lui demande de lui envoyer cet enregistrement, ce qu'elle accepte à condition qu'il lui promette de se masturber en l'écoutant. Il accepte, mais en envoyant l'enregistrement, Nao se trompe d'une lettre dans l'adresse, et le message est finalement envoyé à un administrateur de l'université du nom de Sagawa. Ce qui entraînera la démission de Segawa et le divorce de Nao.    
Cinq années plus tard, Sasaki rencontre Nao par hasard dans un bus. Il a un bon poste dans une maison d'édition, malgré son manque d'intérêt pour la littérature, elle travaille comme correctrice. Il se montre plein d'autosatisfaction, et n'a aucun remords pour l'affaire qui a eu des conséquences sérieuses pour Segawa et Nao. Nao est agacée par son attitude. Il lui annonce son prochain mariage. Avant de descendre du bus, elle l'embrasse longuement sur la bouche.
- Troisième conte : Encore une fois

Ce conte se déroule dans un monde où l'on a partiellement renoncé au numérique, en raison d'un virus informatique ayant sévi en 2019 qui a entraîné la divulgation de nombreuses informations confidentielles. Natsuko se rend à la réunion d'anciennes élèves de son lycée de filles, et en ressort déçue. Plus tard, elle croise une femme de son âge et pense reconnaître une ancienne camarade de lycée qui n'était pas à la réunion. Celle-ci l'invite chez elle. Elles commencent à discuter, mais elles se rendent compte que Natsuko s'est trompée, Aya n'est pas l'ancienne camarade qu'elle souhaitait tant retrouver. Aya avait quant à elle confondu Natsuko avec une camarade de lycée avec laquelle elle jouait du piano.  
Natsuko, très génée, veut partir, mais Aya la convainc de rester. Elle lui propose de jouer le rôle de son ancienne amie, qui a été le premier amour de Natsuko, et selon elle, son unique véritable amour. Aya raccompagne ensuite Natsuko à la gare, et Natsuko propose à Aya de jouer le rôle de son ancienne camarade. Les deux femmes se quittent satisfaites, en ayant pu extérioriser certains de leurs sentiments profonds grâce à leur rencontre.

## Fiche technique
Source : dossier de presse
- Titre : Contes du hasard et autres fantaisies[3]
- Titre international : Wheel of Fortune and Fantasy
- Titre original : 偶然と想像 (Gūzen to sōzō?)
- Réalisation et scénario : Ryūsuke Hamaguchi
- Costumes : Fuminori Usui
- Photographie : Yukiko Iioka
- Décors : Masato Nunobe
- Son : Akihiko Suzuki et Naoki Jono
- Directeur de production : Hitoshi Omika
- Production : Satoshi Takata
- Sociétés de production : fictive, NEOPA
- Société de distribution : Diaphana Distribution (France), Sister Distribution[4] (Suisse)
- Pays de production :  Japon
- Langue originale : japonais
- Format : couleur — 35 mm — 1,77:1
- Genre : comédie dramatique
- Durée : 121 minutes
- Dates de sortie :
  - Allemagne : 4 mars 2021 (Berlinale 2021)
  - France : 22 novembre 2021 (Festival des trois continents 2021)[5], 6 avril 2022 (sortie nationale)[6]
  - Japon : 17 décembre 2021[7]
  - Suisse romande : 13 avril 2022[4]
- Classification :
  - Tous publics[6] (France)
  - Interdit aux moins de 14 ans[4] (Suisse)

## Distribution
Source : dossier de presse
- Premier conte : Magie ?
  - Kotone Furukawa : Meiko
  - Hyunri : Tsugumi
  - Ayumu Nakajima : Kazuaki
- Deuxième conte : La Porte ouverte
  - Shōma Kai : Sasaki
  - Katsuki Mori : Nao
  - Kiyohiko Shibukawa : Segawa
- Troisième conte : Encore une fois
  - Aoba Kawai : Aya
  - Fusako Urabe : Natsuko

## Production
- Inspiré par Éric Rohmer, le réalisateur écrivit sept épisodes dans son projet, mais trois seulement furent tournés, les deux premiers, fin 2019 et le troisième en juillet 2020, pendant la longue interruption du tournage de Drive My Car du fait de la crise sanitaire[1]
- Le premier conte (Magie ?) a été tourné dans les locaux d'un de ses amis régisseurs. Probablement du fait de la lecture érotique, des universités ont refusé d'accueillir le tournage du second chapitre (La Porte ouverte) et Ryūsuke Hamaguchi dut se rabattre sur une salle de réunion des studios de la Toei, qui fut transformée. Pour le dernier épisode (Encore une fois), le lieu fut un house studio, une maison qui ne sert que pour les tournages. Les scènes en extérieur d'Encore une fois ont été tournés à Sendai, au nord-est du Japon, car l’intrigue imposait un lieu où deux escalators se croisent pour qu’une rencontre soit possible ; et Ryūsuke Hamaguchi, qui a vécu deux ans dans cette ville, se souvenait d'une telle configuration[1].

## Sortie

### Accueil critique
En France, le site Allociné recense une moyenne des critiques presse de 4,4/5.

## Distinctions
- Berlinale 2021 : Grand prix du jury[9]
- Festival des trois continents 2021 : Montgolfière d'or et prix du public[10]